# British South Africa Company
British South Africa Company (BSAC) blev etableret af Cecil Rhodes gennem sammensmeltningen af Central Search Association og Exploring Company Ltd og fik en kongelig kontrakt i 1889. Rhodes modellerede BSAC efter Det britiske Ostindiske kompagni i håb om, at det ville kunne sætte gang i kolonisering og økonomisk udvinding over store dele af det sydcentrale Afrika som del af "Kapløbet om Afrika". Selskabets direktører bestod blandt andre af hertugen af Abercorn, Rhodes selv og finansieren Alfred Beit.
Selskabet blev givet magt til at indgå aftaler med afrikanske herskere som kong Lobengula, til at oprette banker, til at eje, drive og give eller distribuere land og til at oprette en politistyrke (British South Africa Police). Til gengæld gik selskabet med på at udvikle territoriet, det kontrollerede, at respektere eksisterende afrikanske love, at tillade fri handel indenfor dets territorium og respektere alle religioner. 
Selskabet rekrutterede sin egen hær og angreb og besejrede matabelerne og shonaerne nord for Limpopofloden. Det var første gang, briterne brugte maxim-maskingevær i kamp. Selskabet eksproprierede, og i de følgende tre tiår administrerede, et territorium, som selskabet gav navnet Zambezia og senere Rhodesia. Dette område tilsvarede det, som i dag er republikkerne Zambia og Zimbabwe. 
Den kongelige kontrakt blev fornyet i 1914 på betingelse af, at bosættere i Rhodesia blev givet øget politiske rettigheder. I 1922 gik selskabet i forhandlinger med regeringer i den Sydafrikanske union, som ønskede at overtage territoriet. Planen blev væltet af koloniens bosættere, som i stedet krævede status som selvstyrekoloni i Sydrhodesia (dagens Zimbabwe) og som protektorat i Nordrhodesia (dagens Zambia).
BSAC klarede ikke at skabe nok profit til at betale sine aktieejere afkast, før efter at det mistede administrativ kontrol over Rhodesia i 1923. I 1933 solgte BSAC sine rettigheder til at lede efter mineraler syd for Zambezi til den rhodesiske regering, men beholdt rettighederne over mineralforekomster i Nordrhodesia. De beholdt også selskabets ejendele i grave, jernbaner, ejendomme og landbrug over hele det sydlige Afrika.
Selskabet blev i 1964 tvunget til at overgive sine mineralrettigheder til regeringen i Zambia, og året efter blev BSAC slået sammen med Central Mining & Investment Corporation Ltd og The Consolidated Mines Selection Company Ltd og dannede et grave- og industriselskab kendt som Charter Consolidated Ltd, hvor ejerne af BSAC ejede over en tredjedel af aktierne.